# Тернопільська чоловіча учительська семінарія
Тернопільська державна чоловіча вчительська семінарія (пол. Seminaryum Nauczycielskie Męskie w Tarnopolu) — колишній навчальний заклад в м. Тернополі з українською (руською) та польською мовами навчання, що діяв у 1871—1936 роках. Першим директором семінарії був Северин Дністрянський. 1923 року названа іменем Генрика Сенкевича, польського прозаїка білорусько-татарського походження, лауреата Нобелівської премії з літератури 1905 року.

## Історія

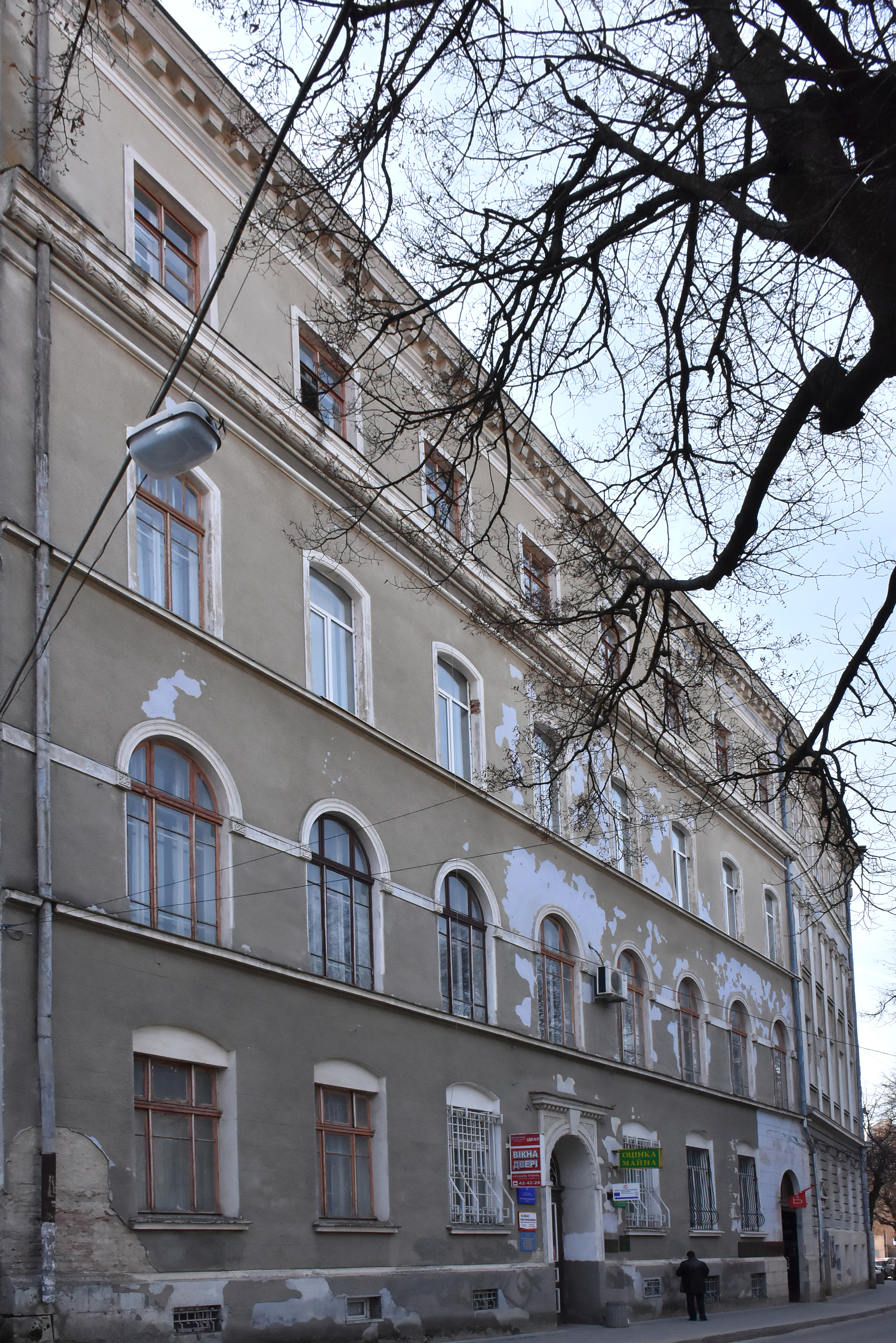
Будівля семінарії, березень 2017

### Австрійський період
Державний шкільний закон Австро-Угорщини 1869 року вніс суттєві зміни у процес підготовки вчителів: замість існуючих учительських препаранд запроваджувались нові навчальні заклади — чоловічі та жіночі вчительські семінарії.
Відкрилась 1 вересня 1871 року, готувала учителів в основному для сільських початкових шкіл. Незважаючи на те, що в селах переважна більшість, а часом і все населення без винятку розмовляло українською мовою, майже половину учнів становили поляки.
У перший навчальний рік функціонували два курси, а також перший клас школи вправ. Через чотири роки працювала чотирикласова школа, а також підготовчий клас до семінарії, відкритий у 1875/1876 навч. році розпорядженням тодішнього шкільного товариства. 1892 ррку у зв'язку з новою організацією семінарій заклад, окрім підготовчого класу, отримав чотири курси, також двомовну (з польською і українською (руською) мовами навчання) школу вправ.
Перший випуск відбувся у 1873 році.
Якийсь час не мало власного приміщення, тому винаймала триповерхову будівлю Товариства народної школи (пол. Towarzystwo Szkoły Ludowej) на вулиці Качали, 1. Також не мали подвір'я та спортмайданчику, тому іноді для занять фізичною культурою використовували майданчик польського товариства «Сокул».
У 1899 році заснували Товариство опіки над інтернатом (або бурсою) Тернопільської державної чоловічої учительської семінарії, також у місці, де сходились вулиці Шевченка (нині вул. Пирогова) і Лелевеля (нині вулиця Січових Стрільців), звели двоповерховий будинок, який і став приміщенням інтернату, в якому могли безоплатно мешкати 40 (за іншими даними 60) учнів.
1907 року Галицький сейм поділив семінарії на два типи залежно від майбутнього місця праці випускника. Навчання тривало чотири роки, діяли підготовчі класи.
До першої світової війни діяла в будинку В. Стахевича на площі Собеського (нині Майдан Волі), після війни — в будинку «Товариства шкіл людових» на вулиці Міцкевича (нині бульвар Тараса Шевченка, 1; будинок зберігся, однак отримав четвертий поверх).
Якийсь час при учительській семінарії діяла початкова школа (зокрема, 1924 р.)

### Під час воєн
Під час російської окупації протягом першої світової війни в 1914—1917 роках заняття не проводились, будівлю забрали для своїх цілей військовики (вона зазнала ушкоджень). Діяльність закладу відновилась 1 вересня 1918 року, однак у листопаді 1918 після початку польсько-української війни знову припинилась.

### В час польської окупації
1923 року термін навчання продовжено до п'яти років, також семінарія була названа іменем польського письменника Генрика Сенкевича.

### Радянський та нацистський періоди
У 1945 році викладачі семінарії — поляки після їх репатріації прибули на опольський Шльонськ, де закладали польськомовні школи.

## Відомі люди

### Вчителі
- Олександр Барвінський — старший учитель від 1871 року.[16]
- Іван Боднар — управитель гімназії товариства «Рідна Школа» (Чортків), директор «Українбанку» в Тернополі[17]
- Михайло Вагилевич — небіж Івана Вагилевича.[18]
- Яків Вацик — катехит[19]
- Северин Дністрянський — перший директор навчального закладу (1871[20]), батько відомого правника Станіслава Дністрянського
- Владислав Боберський (1846—1891, Тернопіль) — польський педагог, ботанік, з 1872 року вчитель,[21] з 1885 року директор семінарії.[22]
- Кароль Нементовський — разом з О. Барвінським призначений старшим учителем у 1871 році.[2]
- Владислав Сатке (1853, Бережани — 1904, Тернопіль) — польський педагог, метеоролог, природознавець, письменник, головний учитель з 1897 року.[23][24]
- Станіслав Сроковський — у 1903—1914 роках; заснував «Подільський музей» (1913), голова комісії зі спорудження будинку Товариства народних шкіл на вул. Качали, 1—2 (з 1906)[25]
- Еміль Міхаловський (директор у 1891—1919)
- Юзеф Швайковський (призначений директором тимчасово, вересень 1919[14])
- Леопольд Голубович (директор у 1919—1936), на момент призначення професор Тернопільської реальної школи.[26]
- Йозеф Шметтауер; в 1876 році також працював учителем гімнастики Першої тернопільської гімназії[27]
- Йозеф Горжіца (Горітца) (1829—1897) — педагог і музикант[28] чеського походження.

### Учні, випускники
- Зенон (Ковалик) — священник-редемпторист, блаженний священномученик УГКЦ,[29] Андрейко Дмитро,[30] Батюк Антін,[31] Безкоровайний Василь,[32] Біґус Петро  — сотник УГА, просвітянин, громадсько-політичний діяч,[33] Бріль Степан (закінчив 1907),[34] Гарматій Лука (1887[35]), Дністрянський Станіслав,[36] Луцький Микола,[37] Лучанко Григорій,[38] Павлишин Осип-Лев,[39] Рой Теодор,[40] Романишин Роман,[41] Стадник Йосип,[42] Чічка-Андрієнко Клим,[43] Шпитко Осип,[44]